# ديما بياعة
ديما بياعة (3 ديسمبر 1978 -)، ممثلة سورية من أصل فلسطيني.

## عن حياتها
ولدت لأسرة فنية فوالدها هو مدير التصوير والمخرج حازم بياعة ووالدتها هي الممثلة مها المصري و خالتها هي الممثلة سلمى المصري.
عانت في طفولتها بسبب انفصال والديها وهي بعمر السنتين، وعاشت مع والدها وزوجته في الإمارات حتى عمر السادسة عشرة حيث انتقلت إلى العيش مع والدتها في سوريا، حاصلةً على بكالوريوس أدب إنجليزي.
كانت بدايتها الفنية بمساعدة من والدتها في مسلسل الكواسر عام 1998 ومنها كانت انطلاقتها وإثبات نفسها كممثلة بالإعتماد الكلي على نفسها دون مساعدة أحد، وبعد الكواسر قدمت عدة أدوار مهمة ومن تلك الأدوار شخصية «سوسو» في مسلسل الفصول الأربعة الذي قدمت منه جزئين.

### حياتها الأسرية
في عام 2002 تزوجت من الممثل تيم حسن وأنجبا ابنيهما «ورد» و«فهد» ولكنهما انفصلا في مطلع العام 2012، وفي نهاية العام نفسه أعلنت عن ارتباطها من المغربي «أحمد الحلو».

## أعمالها

### من المسلسلات
| سنة الإنتاج | اسم المسلسل                               | الشخصية       |
| ----------- | ----------------------------------------- | ------------- |
| 1998        | الكواسر                                   | هديل          |
| 1998        | الطير                                     | ندى           |
| 1999        | الفصول الأربعة الجزء الثاني عام 2002      | سوسو          |
| 1999        | نساء صغيرات                               | بيسان         |
| 2000        | أسرار المدينة                             | غادة          |
| 2001        | ذي قار                                    | خولة          |
| 2001        | قوس قزح                                   | ديانا         |
| 2002        | الوصية                                    | هبة           |
| 2002        | صراع الزمن                                | أمل           |
| 2002        | بقعة ضوء 2 - حلقات منفصلة                 | عدة شخصيات    |
| 2003        | بنات اكريكوز                              | يارا          |
| 2004        | عشتار                                     | راغدة         |
| 2004        | رجال تحت الطربوش                          | حلا           |
| 2004        | عالمكشوف - حلقات منفصلة                   | عدة شخصيات    |
| 2006        | غزلان في غابة الذئاب                      | غيداء         |
| 2007        | سيرة الحب - حلقات منفصلة                  | عدة شخصيات    |
| 2007        | على حافة الهاوية                          | لوليا         |
| 2008        | وجة العدالة حلقة واحدة تحت عنوان طيش      |               |
| 2009        | صبايا الجزء الثاني عام 2010، والرابع 2012 | نور           |
| 2009        | زمن العار                                 | ناريمان       |
| 2010        | أبواب الغيم                               |               |
| 2010        | أسعد الوراق                               | معزز          |
| 2012        | 04                                        | ريما          |
| 2014        | وش رجعك                                   |               |
| 2014        | لو                                        | سارة          |
| 2014        | حمام شامي                                 | ابتهال        |
| 2016        | مدرسة الحب                                | مايا رزق      |
| 2016        | البيت الكبير                              |               |
| 2018        | السلطان والشاه                            | الرعد         |
| 2018        | هارون الرشيد                              | العصماء       |
| 2018        | كوما                                      | شمس           |
| 2019        | سلاسل ذهب                                 | زكية          |
| 2019        | ببساطة                                    | شخصيات متعددة |
| 2021        | فارس بلا جواز                             |               |
| 2021        | شتي يا بيروت                              | مريم          |
| 2022        | حضور لموكب الغياب                         | نوير          |
| 2023        | صبايا - الجزء السادس                      | نور           |

### تقديم البرامج
كانت لها تجربة في التقديم حيث قدمت برنامج «طعام وكلام وحكم» على التلفزيون السوري بمشاركة الممثل رامي حنا، وقدمت برنامج «السيدات أولاً» على قناة أورينت نيوز، كما شاركت بتقديم برنامج تلفزيون الواقع «رحلة ديمة العجيبة» بمشاركة زوجها أحمد الحلو والبرنامج إنتاج التلفزيون السويدي.

### من المسرحيات
| سنة الإنتاج | المسرحية                       | الشخصية |
| ----------- | ------------------------------ | ------- |
| 2010        | مريض بالوهم - مسرحية تلفزيونية |         |

## الجوائز
- 2018:  السويد - جائزة أفضل برنامج واقع عن برنامج «رحلة ديما العجيبة» الذي اشتركت فيه مع زوجها أحمد الحلو.[6]

## وصلات خارجية
- ديما بياعة على موقع IMDb (الإنجليزية)
- ديما بياعة على موقع قاعدة بيانات الأفلام العربية
- ديما بياعة على موقع قاعدة بيانات الفيلم (الإنجليزية)